# Schmidgaden
Schmidgaden è un comune tedesco di 2 902 abitanti, situato nel land della Baviera.

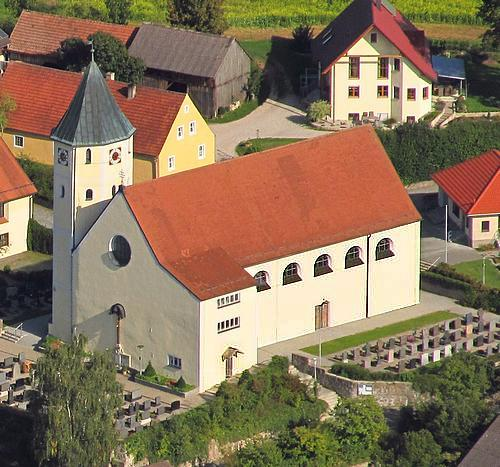
Schmidgaden